# Петров, Иван (атаман)
Иван Петров (XVI век) — казачий атаман, первый русский путешественник по Монголии и Китаю, оставивший письменное свидетельство. В 1567 году, вместе с Бурнашем Ялычевым, был послан с грамотой Ивана Грозного «к неизвестным народам». Казаки первыми доставили русскому царю сведения о Китае: пройдя от Каменного пояса (Урала) до Пекина, они составили описание земель от Байкала до моря Корейского (Японского), побывали в Улусах Чёрной (или Западной) Мунгалии (Монголии) и в городах Жёлтой (Восточной) Мунгалии, где, по их словам, царствовала женщина, снабдившая их грамотой для пропуска через «железные врата» Китайской стены. Описание путешествия напечатано во II томе трёхтомника «Сказаний русского народа» Сахарова (1836).

## Путешествие
В XVI веке Европа сообщалась с Китаем только по морю, так как на суше их разделяла обширная Сибирь, в то время малоизвестная. В царствование Ивана Грозного и по его повелению в 1567 году Иван Петров с товарищем Бурнашем Ялычевым (Елычевым), снабжённые царскими грамотами к неизвестным народам, были отправлены в Сибирь открывать неизвестные страны. Перебравшись чрез Урал («Каменный пояс»), путешественники добрались до Пекина и, побывав в улусах Чёрной (Западной) и Жёлтой (Восточной) Мунгалии составили описание земель от Байкала до Корейского (Японского) моря. Их описание пути заключает первые сведения русских о неизвестном ранее Китае, хотя и приводит больше сведений о Монголии, чем собственно о Китае.
Что составителем текста был Иван Петров, а не его товарищ Елычев, ясно из самого текста («а Бурнаш Яковлев Елычев сказал мне» и т. д.) Путешественник рассказывает и об озере Байкал, по которому «на 7 дней езду», в объезд же «на 12 дней езду конём», перечисляет всех тех князей, чрез владения которых им пришлось ехать, упоминает и о женщине, владеющей Монголией, «указывающей по всем городам»; от неё они получили за eё печатью проездную грамоту, благодаря которой они только и могли проникнуть в Китай. Описывает путешественник и Великую стену, отделяющую собственно Китай и так их изумившую, и китайские города за стеной, и, что важно в географическом отношении, точно обозначает, сколько требуется дней для переезда из одной местности в другую.
Описывая свой путь чрез Монголию, Иван Петров попутно заносил в своё описание вообще всё, что привлекало их внимание. Упоминает, например, о городских стенах со сводами в воротах, «как у русских градов», о кирпичных палатах с их росписью в виде различных трав и цветов, которые так понравились путешественникам, что «не хочется и вон идти». Останавливали их внимание и храмы монгольские «клинчатые» (без округлых форм) с «неведомо какими» зверями на крыше вместо крестов, и «болваны» (то есть священные статуи) с протянутыми руками, как бы для поклона («как кланяются мунгальские люди»). Петров приводит сведения о богослужении и верованиях: у монгол существует два патриарха (кутухты), пользующихся особым почтением (им «по их вере все цари поклоняются»), но не верит слуху, что такой кутухта умер, а чрез 5 лет ожил: «то враки, что умер, да опять ожил». Есть также сведения о монашестве, земледелии, виноделии и прочем.
Увидя Великую Стену, путешественники задавали вопросы об её предназначении. Сведения о китайских городах не обширны, но содержат интересные данные, например, о сборщиках на храм, расхаживающих по рядам и позванивающих в деревянные колокольчики, чтобы на них обратили внимание. Петров рассказывает и о городе самого «царя Тайбуна», и о торговле этого города. До богдыхана путешественники не были допущены за неимением у них подарков («поминок»).

## Последующие посольства
После посольства Петрова были следующие:
- в 1618—1619 годах — Ивана Петлини и Пет. Казылова;
- в 1654—1656 годах — посольство Фёдора Байкова, своим упрямым характером едва не обострившего сношения с Китаем;
- в 1675 году — посольство Ник. Спафария, кажется, первого из русских послов, увидевшего богдыхана.

Торговые сношения с Китаем завязались значительно позже: только в 1668 г. был отправлен первый торговый русский караван и, наконец, в 1670 году впервые прибыли китайские купцы в русский город Нерчинск.